# Anableps
Cet article possède un paronyme, voir Analepse.
Genre
Les Anableps ou « quatre yeux » forment un genre de poissons d'eau saumâtre de la famille des Anablepidae.

## Description

Schéma d'un œil de poisson « quatre yeux » :
1. rétine pour la vision sous-marine
2. cristallin
3. pupille pour la vision aérienne
4. cloison de tissu pigmenté
5. iris
6. pupille pour la vision sous-marine
7. rétine pour la vision aérienne
8. nerf optique.

Ils ont la particularité d'avoir leurs deux yeux divisés en deux horizontalement, d'où l'appellation « quatre-yeux ». Lorsqu'ils sont juste sous la surface de l'eau, la moitié supérieure affleure, à l'instar des crocodiles, pour la vision aérienne. L'autre moitié reste immergée pour une vision sous-marine simultanée. Ce dédoublement de leur regard est particulièrement observable dans un aquarium permettant de voir l'animal sous tous les angles.

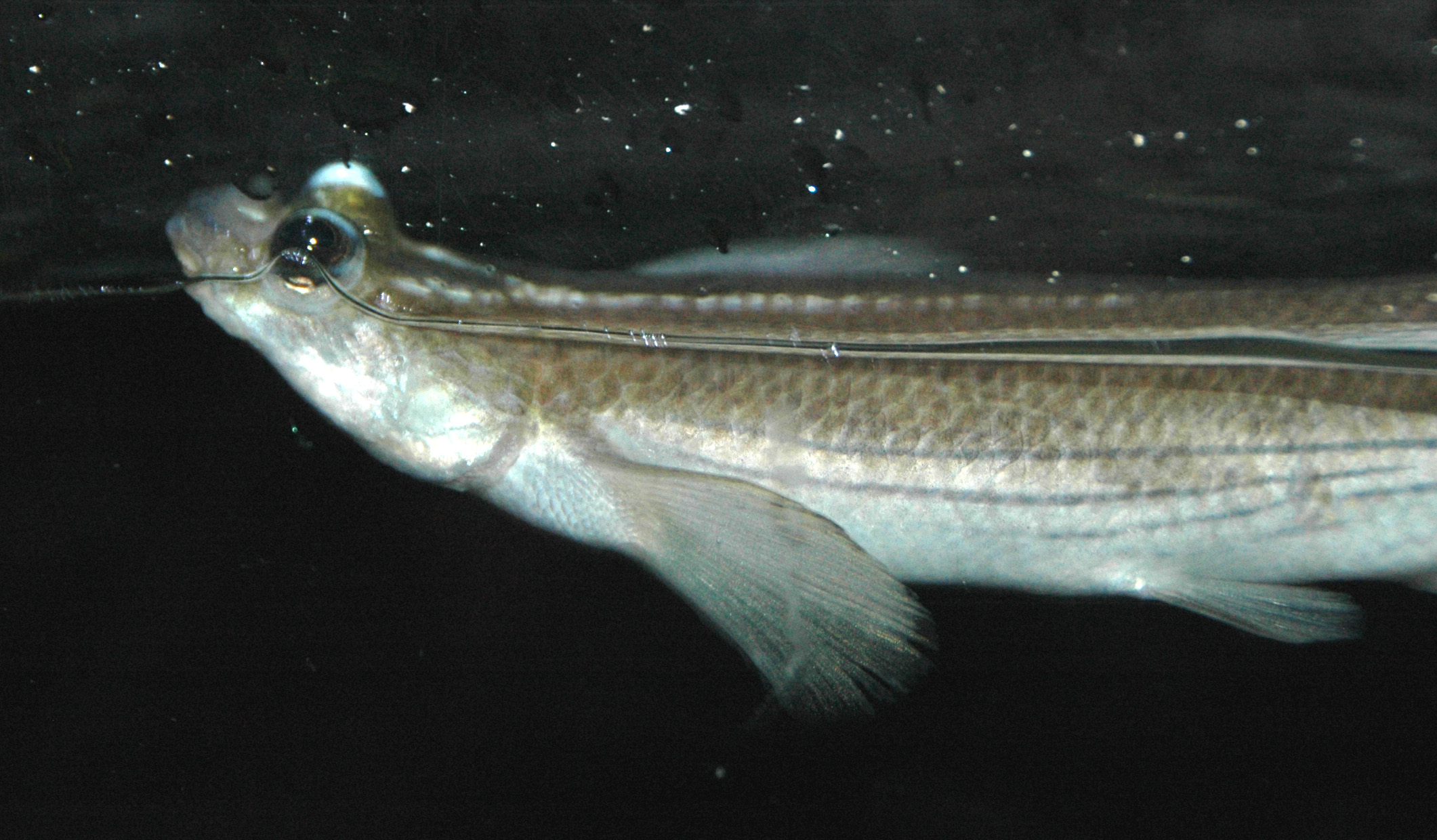
Anableps anableps.

Les poissons « quatre yeux » ont deux yeux, mais adaptés à leur mode de vie en surface. Au début de leur développement, l'os frontal du poisson « quatre yeux » s'étend dorsalement, ce qui permet aux yeux d'être exophtalmiques sur le dessus de la tête, ce qui permet au poisson de voir simultanément au-dessus et en-dessous de la surface lorsqu'il y flotte. Les yeux sont divisés en moitiés dorsale et ventrale, séparées par une bande de tissu pigmenté. Chaque œil possède deux pupilles et deux cornées qui filtrent la lumière sur une lentille, la réfractent sur des hémirétines distinctes et la traitent à travers un disque optique. La moitié supérieure (dorsale) de l'œil est adaptée à la vision dans l'air, la moitié inférieure (ventrale) à la vision dans l'eau
. L'hémirétine ventrale se caractérise par des couches cellulaires plus épaisses contenant plus de neurones sensoriels et une acuité visuelle accrue par rapport à l'hémirétine dorsale.
Une autre particularité de l'espèce est que l'organe copulateur des mâles et l'orifice génital des femelles sont situés soit à gauche soit à droite : les mâles droitiers ne peuvent s'accoupler qu'avec les femelles gauchères, et inversement,.

## Liste des espèces
Selon FishBase (30 juillet 2017), World Register of Marine Species (30 juillet 2017)  et ITIS (30 juillet 2017) :
- Anableps anableps (Linnaeus, 1758) ;
- Anableps dowei (Gill, 1861) ;
- Anableps microlepis (Müller et Troschel, 1844).